# 眞鍋禮三
眞鍋 禮三（まなべ れいぞう、1928年 - 2021年7月19日）は、日本の医学者・眼科医。専門は、角膜移植を中心に視覚生理学分野。大阪大学名誉教授。

## 来歴・人物
香川県三豊郡下高瀬村（現 三豊市三野町）出身。旧制香川県立三豊中学校、旧制松山高等学校を経て、大阪大学医学部卒業。
1954年（昭和29年）大阪大学医学部卒業。同大大学院修了後、同大眼科学教室 に入局。1963年（昭和38年）ミュンヘン大学留学、1969年（昭和44年）ボストンの眼研究所留学を経て、1974年（昭和49年）大阪大学医学部脳神経感覚器外科学（眼科学）講座教授に就任。
初期の研究分野は電気生理であったが、留学したボストンで初めて角膜の研究に従事し、角膜に含まれる「水」の問題、コラゲナーゼ、フィブロネクチン、ヘルペス感染症などに関する多くの業績をおさめて現在の日本角膜学会の基礎を作った。
1991年（平成3年）大阪大学医学部退官。多根記念眼科病院院長に就任。高齢化の進行で増える白内障などの老人性眼疾患に対応出来る専門施設の設立に関わり、9年間にわたり角膜移植手術などを行った。2005年（平成17年）同病院名誉院長に就任。
厚生労働省の公衆衛生審議会専門委員として、臓器移植の中の角膜移植の問題などについて審議委員会に参画。また、日本眼球銀行協会理事長として全国に51あるアイバンクの統括を行った。公益財団法人大阪アイバンク特別顧問を務める。
2021年（令和3年）7月19日永眠。

## 受賞歴
- 1982年 - 日本医師会医学研究奨励賞
- 1998年 - 日本眼科学会賞
- 2003年 - 日本眼科学会特別貢献賞
- 2021年 - 瑞宝中綬章 - 従四位

## 編著書
- 『角膜クリニック』（共著、医学書院）（1990年）
- 『眠とヘルペス』（編著、医学書院）（1990年）
- 『カラーアトラス眼アレルギー疾患』（南江堂）（1993年）
- 『眼科薬剤クイックリファランス』（南江堂）（1997年）
- 『眼科学　疾患とその基礎』（メディカル葵出版）（2001年）